# Џошуа (Тексас)
Џошуа (енгл. Joshua) град је у америчкој савезној држави Тексас. По попису становништва из 2010. у њему је живело 5.910 становника.

## Демографија
Према попису становништва из 2010. у граду је живело 5.910 становника, што је 1.382 (30,5%) становника више него 2000. године.
| Група             | 2000.         | 2010.         |
| Белци             | 4.085 (90,2%) | 4.947 (83,7%) |
| Афроамериканци    | 12 (0,3%)     | 57 (1,0%)     |
| Азијати           | 14 (0,3%)     | 25 (0,4%)     |
| Хиспаноамериканци | 358 (7,9%)    | 774 (13,1%)   |
| Укупно            | 4.528         | 5.910         |